# 徐孟加
徐孟加（1957年8月—），男，四川宜宾人，中华人民共和国政治人物。青海大学农学专业毕业。曾任中共雅安市委书记，中共十七大、十八大代表。2013年11月被四川省纪委调查，2015年1月，法院一审宣判判处徐孟加有期徒刑十六年。

## 生平
1957年8月，出生在四川省宜宾市。
1975年6月，在云南省曲靖县越州公社当知青，1976年8月转调四川省高县双河公社当知青，同年12月结束。
1976年12月，加入中国人民解放军，在59035部队当一名普通战士。1979年9月，考入青海大学学习，1983年7月毕业。毕业后，再度在中国人民解放军59076部队工作、担任青藏兵站部干事。1983年12月，担任中国人民解放军总后勤部军需部正连职助理员。
1986年1月至1989年3月，担任四川省农牧厅科教处副主任科员。1989年3月至1993年1月，担任四川省农牧厅办公室副主任兼信息中心副主任。1993年1月至1997年1月，担任四川省农牧厅计财处处长。
1994年10月，担任中共简阳市委副书记，1996年10月任期满。1997年1月到2000年12月，升职为四川省水产局局长。
2000年12月转任中共攀枝花市委副书记，2005年7月，调任中共雅安市委副书记，8月，兼职代理市长。2006年2月，正式担任雅安市委副书记、市长。2006年6月，升职为雅安市委书记、市长，同年11月，不再担任市长。2007年1月到2012年2月，担任雅安市委书记、市人大常委会主任。2012年2月，再度当选中共雅安市委书记。
2013年11月19日，被四川省纪委带走。2013年12月，四川省纪委对徐孟加“涉嫌严重违纪问题”立案检查。之后被双开（开除党籍开除公职）。中共四川省省委宣布徐孟加“利用职务上的便利为他人谋利，与其兄共同收受巨额贿赂；滥用职权，造成国有资产重大损失；长期与有夫之妇保持不正当性关系。”
2015年1月，被判有期徒刑十六年，并处没收个人财产人民币20万，同时收缴其贪污腐败赃款。